# King Abdullah II Air Base

i8
i11
i13
Die King Abdullah II Air Base (arabisch قاعدة الملك عبدالله الثاني, ICAO-Code: OJKA) ist ein Militärflugplatz der Royal Jordanian Air Force (RJAF) und liegt in der Nähe von Zarqa, etwa 25 km östlich von Amman im Nordwesten Jordaniens in der Wüste. Die Air Base wurde am 26. November 1999 durch König Abdullah II. eröffnet und beherbergt zwei Staffeln leichte Kampfhubschrauber vom Typ AH-1 Cobra.

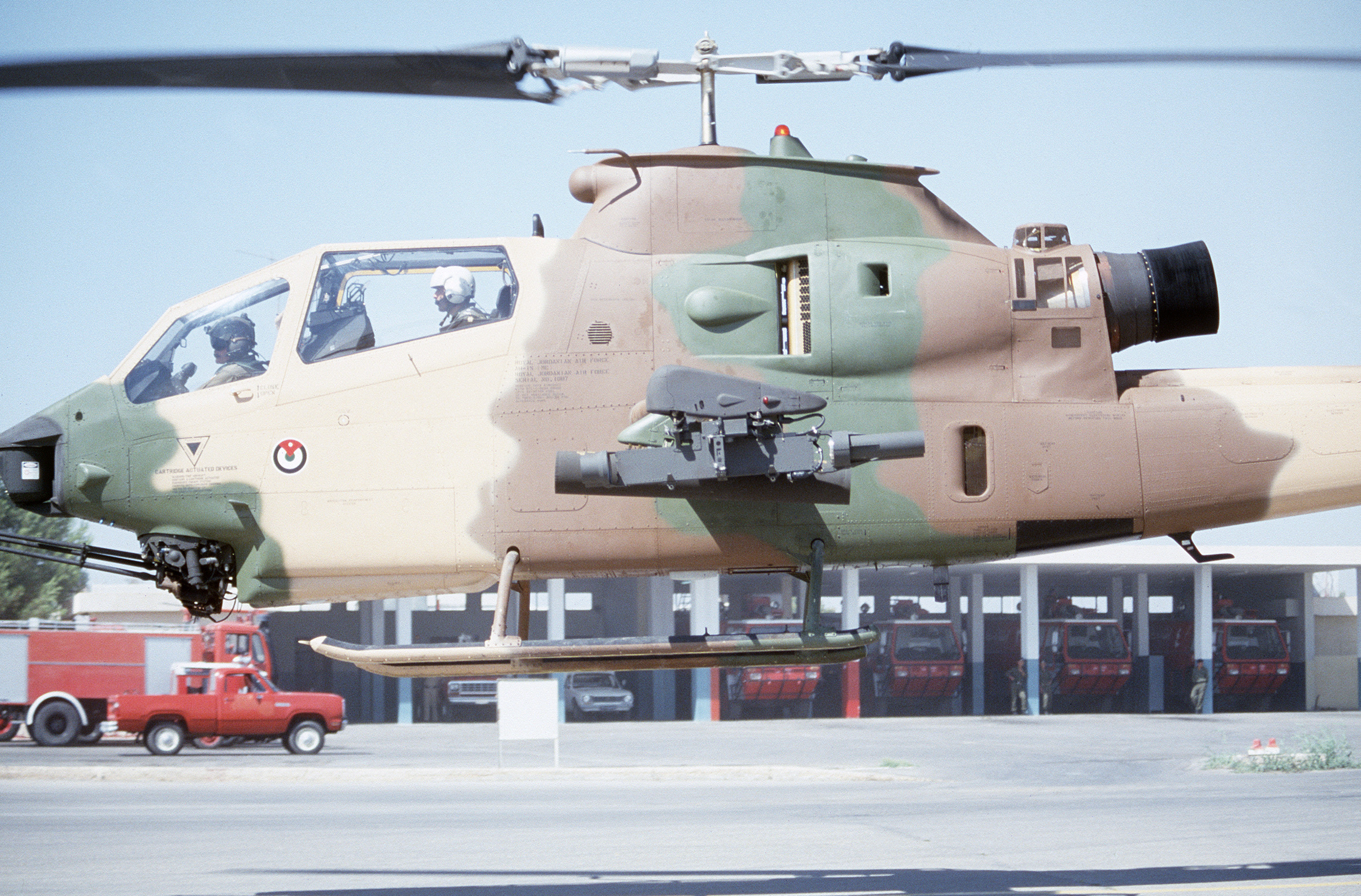
AH-1 Cobra der RJAF